# Sabalgarh
Sabalgarh är en ort i Indien.   Den ligger i distriktet Morena och delstaten Madhya Pradesh, i den centrala delen av landet, 270 km söder om huvudstaden New Delhi. Sabalgarh ligger 208 meter över havet och antalet invånare är 31 032.
Terrängen runt Sabalgarh är huvudsakligen platt, men åt sydost är den kuperad. Runt Sabalgarh är det tätbefolkat, med 266 invånare per kvadratkilometer. Det finns inga andra samhällen i närheten. Trakten runt Sabalgarh består till största delen av jordbruksmark.